# Helige Elias kyrka, Marčino
Helige Elias kyrka (makedonska: Црква „Св. Илија“; translitteration: Tsrkva Sv. Ilija) är en makedonisk-ortodox kyrkobyggnad, belägen i byn Marčino i kommunen Probištip i den statistiska regionen Östra regionen, i östra Nordmakedonien.
Kyrkan är helgad åt den israelitiske profeten Elia och tillhör Bregalnicas stift.

## Historik
Helige Elias kyrka i Marčino byggdes år 1812. När den invigdes och vilken biskop som invigde kyrkan är okänt.

## Bilder

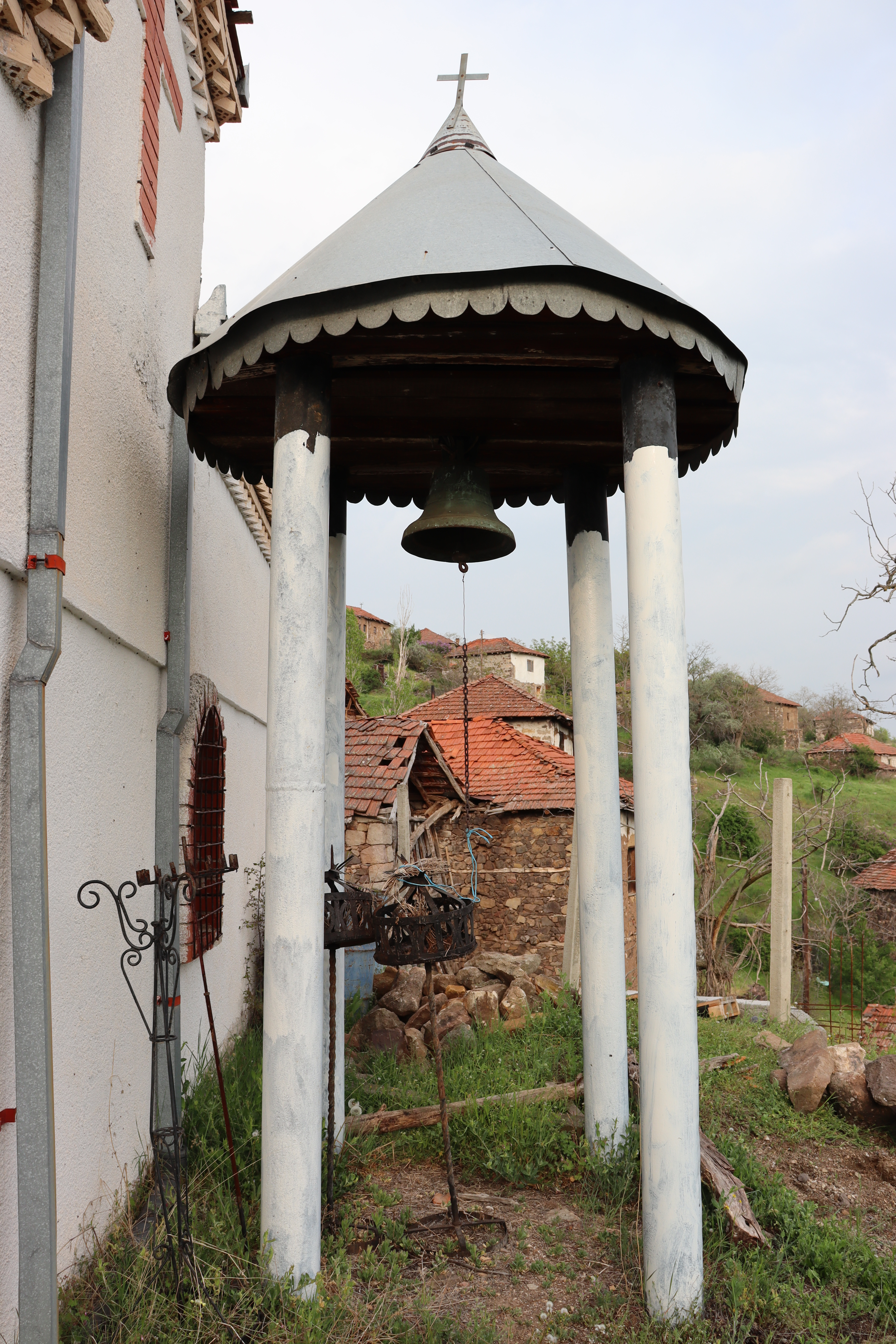
Klockstapeln.
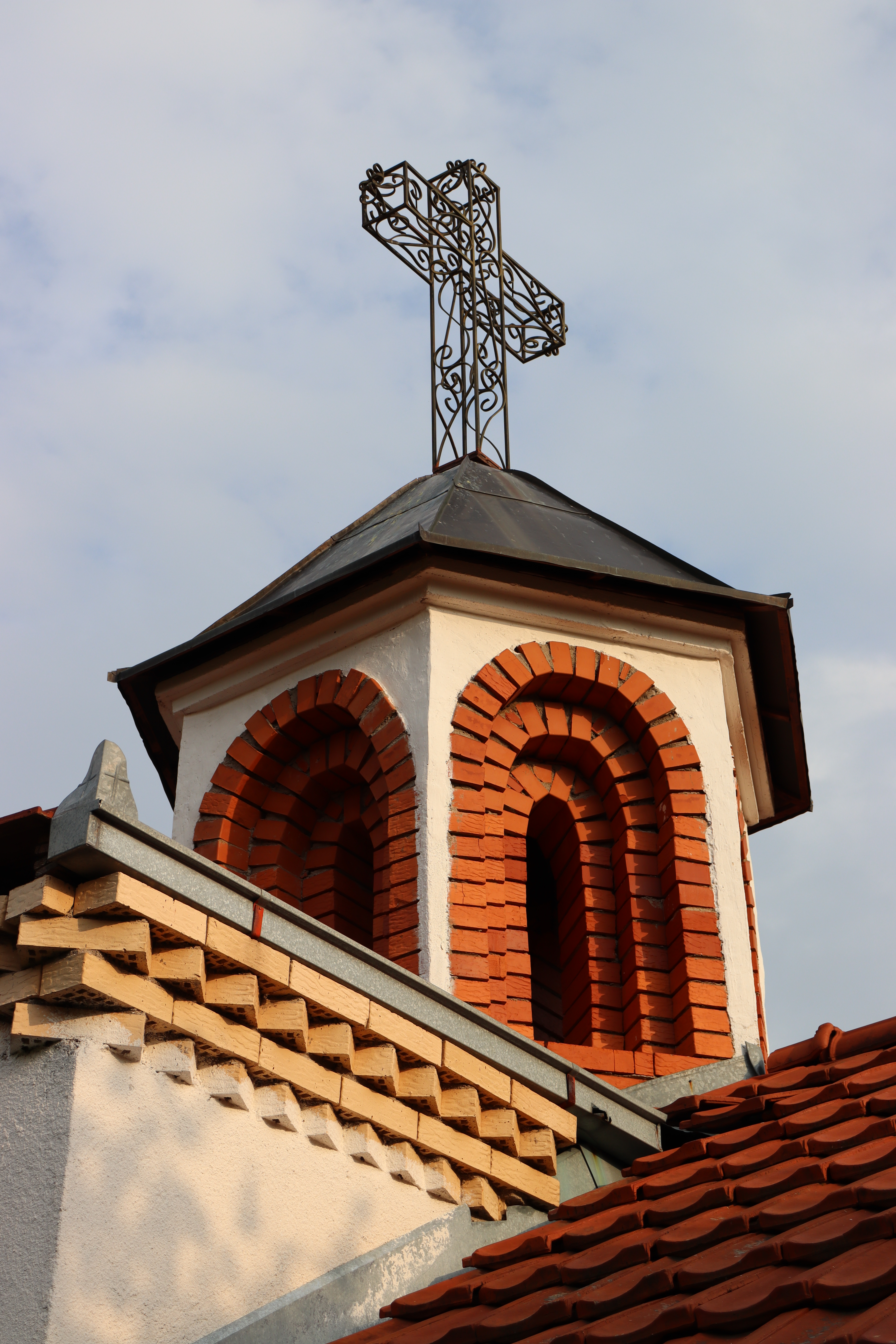
Närmare bild på kupolen.
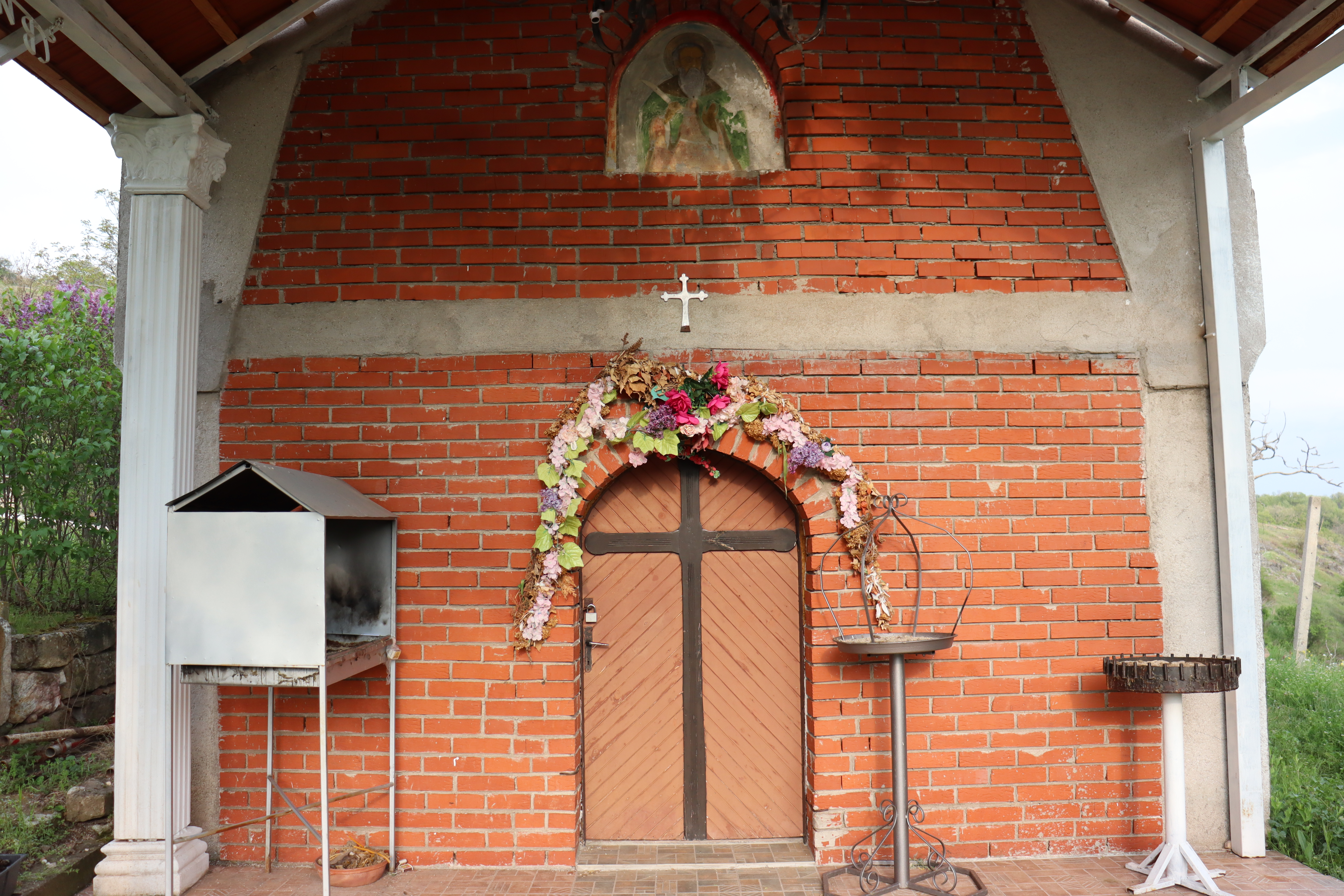
Entrén.